# Neves (jeu vidéo)
Pour les articles homonymes, voir Neves.
Neves (ハメコミ LUCKY PUZZLE DS, Hamekomi Lucky Puzzle DS) est un jeu vidéo de puzzle développé et édité par Yuke's, sorti en 2007 sur Nintendo DS.
Le jeu est ressorti sur Wii en 2009 sous le titre Neves Plus.

## Accueil
- Jeuxvideo.com : 14/20 (DS)[1]